# 전인수
전인수(田仁秀, 1965년 7월 13일~)는 대한민국의 양궁 선수이다. 종교는 불교다.
부평동중학교, 부천고등학교, 한국체육대학교 졸업. 1983년 ~1992년 국가대표. 1983년 세계양궁선수권대회 단체 준우승 개인 8위. 1985년 세계양궁선수권대회 단체전 우승. 1986년 아시안게임 단체 금메달 개인 4위. 1988년 서울 올림픽 양궁 단체전 금메달 개인 4위. 1991년 세계양궁선수권대회 단체전 우승. 울산남구청 양궁팀 감독. 2008 베이징올림픽 남자양궁 대표팀 코치 단체 금메달 개인 은메달. 2009년 중화민국 국가대표팀 감독.

## 학교
- 부평동중학교
- 부천고등학교
- 한국체육대학교